# Der Fluch – The Grudge 2
Der Fluch – The Grudge 2 ist ein US-amerikanischer Mystery-Horror-Thriller von Takashi Shimizu aus dem Jahr 2006. Der Film ist eine Fortsetzung zu Der Fluch – The Grudge aus dem Jahr 2004. Er ist eine Co-Produktion von Ghost House Pictures, Mandate Pictures, Vertigo Entertainment und Columbia Pictures im Verleih der Constantin Film und startete am 13. Oktober 2006 in den US-amerikanischen und am 9. November 2006 in den deutschen Kinos.

## Handlung
In einem Sanatorium in Tokio liegt Karen Davis, die dort nach einem Hausbrand kuriert wird. Den Brand hat sie selbst gelegt, um ihren Freund Doug zu retten, wie sie sagt, doch niemand glaubt ihr. Stattdessen hält man sie für geisteskrank, und die Tokioter Polizei ermittelt gegen sie wegen Mordes, denn ihr Freund kam in dem brennenden Haus um. Karens Schwester Aubrey erfährt in den Vereinigten Staaten durch deren kranke Mutter von dem schrecklichen Vorfall.
Sie fliegt von Pasadena nach Japan, um ihrer Schwester zu helfen. Schon kurz nachdem sie eingetroffen ist, kontaktiert sie der Journalist Eason, der sich ebenfalls mit dem Fall beschäftigt. Er war es, der Karen aus dem brennenden Haus gerettet hatte. Doch mit seiner Warnung vor einer rätselhaften, gefährlichen Frau im weißen Nachthemd weiß Aubrey zunächst wenig anzufangen. Karen wird durch ebendiese rätselhafte Gestalt vor den Augen von Aubrey und Eason vom Dach des Krankenhauses gestürzt. Eason und Aubrey suchen das verfluchte Haus auf, in dem Karen als Krankenpflegerin gearbeitet hat, um den Hintergrund für Karens Tod zu ergründen. Da sie das Haus betreten, sind sie beide mit ebendiesem Fluch belegt, weswegen auch sie sterben müssen. Sie werden wie auch zuvor von Kayako oder ihrem Sohn umgebracht.
Ebenfalls in Tokio wohnt Allison. Sie besucht seit kurzem die internationale Schule in Tokio und versucht Freundschaft mit Vanessa und Miyuki zu schließen. Dabei lässt sie sich auf eine Mutprobe ein, zu der sie die beiden Mädchen überreden. Sie erzählen Allison von dem gruseligsten Spukhaus in Japan, wo ein verrücktes amerikanisches Mädchen ihren Freund umgebracht und dann versucht hat, das Haus abzufackeln. Die drei betreten das rußgeschwärzte Haus und gehen hoch zur Dachkammer. Dort wartet bereits das Grauen auf sie – in Form von Kayako, dem Mädchen, das dort einst ermordet wurde. Die drei Mädchen ergreifen die Flucht und sind ebenfalls vom Fluch belegt.
In Chicago haben Trish und Bill vor kurzem geheiratet. Bills Sohn Jake kann mit seiner neuen Stiefmutter Trish nicht warmwerden, zumal er immer noch über den Tod seiner Mutter trauert. Seine Schwester Lacey und deren Freundin Sally hingegen verstehen sich prächtig mit Trish und können Jakes Vorbehalte überhaupt nicht verstehen, sondern vergnügen sich lieber als Cheerleader. So finden seine Beobachtungen auch wenig Aufmerksamkeit, als das Kind der benachbarten Flemings durchzudrehen scheint. Es stellt sich heraus, dass das Kind der Flemings Allison ist, die vor dem Fluch geflüchtet ist, da dieser in Tokio Vanessa, Miyuki und deren Psychiaterin umbrachte. Doch sie bringt den Fluch mit nach Chicago, sodass dieser nun sowohl Allison als auch Trish und Bill und deren Kinder heimsucht und schließlich ebenfalls tötet.

## Kritik
Das Lexikon des internationalen Films beschreibt The Grudge 2 als Ambitionierte, aber jederzeit vorhersehbare Gruselgeschichte, die sich an bewährte spekulative Grundmuster hält, dabei aber mehr ermüdet als erschreckt.

## Hintergrund
- Die Vorproduktionsphase des Films wurde im Oktober 2004 begonnen, während die eigentlichen Dreharbeiten am 13. Februar 2006 gestartet wurden. Drehorte befanden sich unter anderem in Chicago, Illinois und Tokio in Japan.
- Die Hauptrolle übernahm diesmal Amber Tamblyn, welche durch ihre Rollen in Die himmlische Joan, The Ring, Buffy – Im Bann der Dämonen, General Hospital und CSI: Miami bekannt geworden ist. Auch Jennifer Beals, bekannt aus Flashdance, bekam eine Nebenrolle in The Grudge 2. Sarah Michelle Gellar, ursprünglich nicht für den zweiten Teil vorgesehen, spielt bis zu ihrem Filmtod nur eine kleine Nebenrolle als Karen. Miyuki wird von Misako Uno gespielt, die in Japan als Leadsängerin der Newcomer-Band Attack All Around (AAA) bekannt ist.
- Die Regie führte wieder Takashi Shimizu, der mit der japanischen Originalversion, der aus fünf Filmen bestehenden Filmserie Ju-on, schon große Erfolge verbuchen konnte. Das Drehbuch stammt wie beim ersten Film von Stephen Susco. Produziert wurde er unter anderem von der von Sam Raimi und Robert Tapert eigens für Horror- und Gruselfilme gegründeten Produktionsfirma Ghost House Pictures, welche auch für Boogeyman und The Grudge – Der Fluch verantwortlich zeichnet.
- Die Musik zum Film stammt ebenfalls wieder von Christopher Young, der auch den Soundtrack zum neuen Sam-Raimi-Film Spider-Man 3 beisteuerte und schon den Score zu The Grudge komponierte.
- In den Vereinigten Staaten bekam der Film trotz seiner Darstellung von Terror und Gewalt die Einstufung Rated PG-13 durch die MPAA, welche nur für unter 13-Jährige den Eintritt als nicht empfehlenswert angibt.
- Die Rolle der Kayako wird sowohl in den Ju-On Filmen, als auch in den amerikanischen Remakes, von Takako Fuji gespielt.